# Espelette
Espelette (baskisch: Ezpeleta) ist eine Stadt im Département Pyrénées-Atlantiques in der Region Nouvelle-Aquitaine in Frankreich mit 2.094 Einwohnern (Stand 1. Januar 2022).

## Geografie
Espelette liegt im französischen Baskenland im mittleren Nivetal, das zum Pyrenäenvorland zählt. Der Ort wird von der Latsa durchflossen, die am Fuß des Berges Mondarrain auf dem Gebiet der Gemeinde entspringt und später bei Larressore in die Nive mündet. Espelette liegt ca. zehn Kilometer von der spanischen Grenze entfernt.

## Geschichte
Der baskische Name Ezpeleta weist etymologisch auf ein von Buchsbäumen bewachsenes Gebiet hin. Espelette gehörte zum historischen baskischen Gebiet Lapurdi (frz.: Labourd).
Um das Jahr 1000 errichteten die Herren von Ezpeleta hier eine Burg. Der erste urkundlich bekannte Angehörige der Familie, Aznar, wird im Jahre 1059 erwähnt. Er gehörte zu den 12 Baronen des Königreichs Navarra. Das Gebiet fiel später an Aquitanien und kam nach der Hochzeit von Heinrich Plantagenet und Eleonore von Aquitanien im Jahre 1152 unter englische Herrschaft, die bis ins 14. Jahrhundert andauerte.
Der Überlieferung zufolge gelangten im frühen 16. Jahrhundert Pflanzen, aus denen das heute bedeutsame Piment d’Espelette hervorging, ins Nivetal. Sie sollen von einem baskischen Seemann stammen, der Kolumbus auf seinen Reisen begleitete. In Espelette ist der Anbau ab etwa 1650 nachweisbar.
Während des französisch-spanischen Konfliktes im Dreißigjährigen Krieg ergriff Baron Bertrand II. von Ezpeleta Partei für die spanische Seite. Seine Besitztümer auf französischer Seite wurden daraufhin 1637 auf Betreiben von Kardinal Richelieu konfisziert und nach Bertrands Tod 1640 an seine Schwester Barbe übertragen. Die nach der Enteignung durch die Dorfbewohner zerstörte Burg wurde bis 1670 als Schloss wiedererrichtet. Die Dorfbewohner wurden gezwungen, den Wiederaufbau durch einen Tribut von 25.000 Livre zu finanzieren. Die letzte Baronesse von Ezpeleta, Juliana Henrique, verstarb 1694 ohne Nachkommen und vermachte das Schloss und die zugehörigen Ländereien den Einwohnern von Espelette.
Während der Terrorperiode der Französischen Revolution wurde Espelette gemeinsam mit anderen Orten nahe der spanischen Grenze vom Wohlfahrtsausschuss in einem Dekret vom 3. März 1794 zu einer »ehrlosen Gemeinde« (commune infâme) erklärt. Zahlreiche Bewohner wurden in dieser Zeit verschleppt oder enteignet.
1920 wurde die damals in Espelette wohnhafte Agnès Souret (1903–1928) die erste Gewinnerin des Wettbewerbs »La plus belle femme de France« (später »Miss France«). Der Ort selbst erhielt 1922 den Titel „Village coquet de France“ (Schönstes Dorf Frankreichs) und 1955 den Titel „Prestige de la France“.

## Wirtschaft und Infrastruktur
Espelette ist berühmt für seinen Gewürzpaprikaanbau, dessen lokale Variante den Namen der Gemeinde geerbt hat: Piment d'Espelette (auch Espelette-Pfeffer). Die im Labourd angebaute Sorte ist Capsicum Annuum L. var. Gorria. Einhundertvierzig Produzenten haben sich zu einer Gemeinschaft AOC (Appellation d’origine controllée) zusammengeschlossen.
In den zahlreichen Cafés und Restaurants der Stadt werden nach der Ernte, die im August beginnt und sich bis in den Spätherbst hinzieht, die Paprika auf Schnüren aufgefädelt und an den Decken zum Trocknen aufgehängt, die manchmal den ganzen verfügbaren Raum bedecken. Ab dem Monat September wird das Dorf mit Paprikagirlanden auf den Fassaden und Balkons der Häuser geschmückt.
Das Dorf ist auch durch die Zucht der Pottoks, einer kleinen Pferderasse, bekannt. Eine Messe für dieses kleine Pferd gibt es jedes Jahr im Januar.

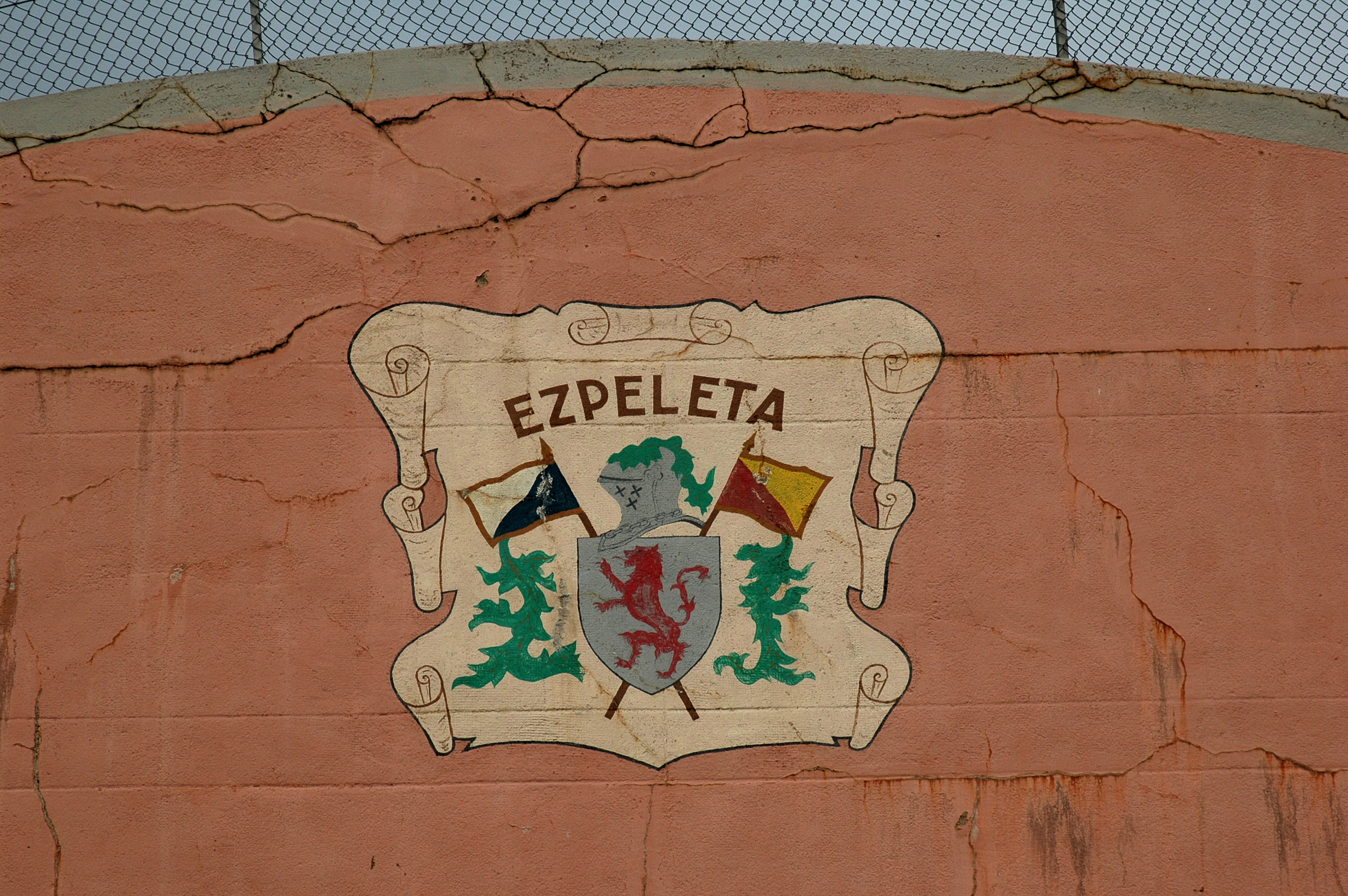
Wappenbild von Espelette
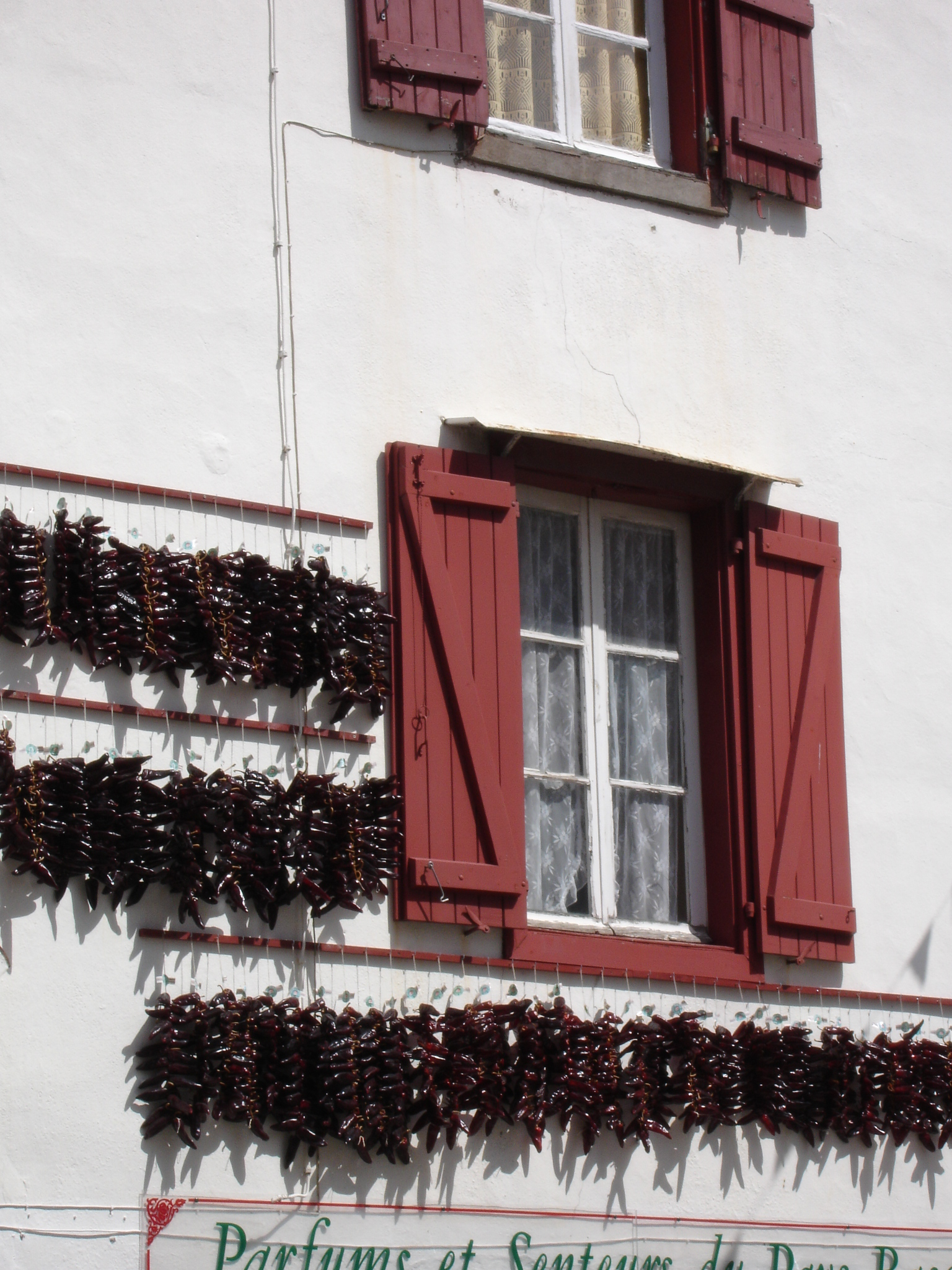
Paprikagirlanden als Dekoration an einem Haus

## Persönlichkeiten

### Söhne und Töchter der Gemeinde
- Armand David (1826–1900), auch Père David, französischer Lazarist und Naturforscher
- Jean-Pierre Urkia (1918–2011), Apostolischer Vikar von Paksé (Laos)
- Roger Etchegaray (1922–2019), römisch-katholischer Geistlicher, Erzbischof von Marseille und Kurienkardinal

### Persönlichkeiten mit Verbindungen zum Ort
- Agnès Souret (1903–1928), erste Gewinnerin des Wettbewerbs »La plus belle femme de France« (später »Miss France«) im Jahr 1920